# Neoguraleus interruptus
Neoguraleus interruptus är en snäckart som beskrevs av Powell 1942. Neoguraleus interruptus ingår i släktet Neoguraleus och familjen kägelsnäckor. Inga underarter finns listade i Catalogue of Life.